# Jack Thibeau
Jack Thibeau (ur. 12 czerwca 1946 w Perth w Szkocji]) – amerykański aktor i scenarzysta, m.in. serialu Policjanci z Miami (1984–89), dramatu wojennego Sajgon (1988) i serialu kryminalnego Nietykalni (1993–94). Odtwórca roli więźnia Clarence’a Anglina w filmie Ucieczka z Alcatraz (1979).

## Filmografia

### Filmy
- 1979: Czas apokalipsy jako żołnierz w Okopie
- 1979: Ucieczka z Alcatraz jako Clarence Anglin
- 1979: 1941 jako Stilwell Aide
- 1980: Jak tylko potrafisz jako Head Muscle
- 1982: 48 godzin jako detektyw
- 1983: Nagłe zderzenie jako Kruger
- 1986: Autostopowicz jako żołnierz Prestone
- 1987: Zabójcza broń jako sierżant Rick McCaskey
- 1987: Cherry model 2000 jako gruby mężczyzna
- 1988: Szalony Jackson jako detektyw Kotterwell

### Serial
- 1975: Ulice San Francisco jako Ralph Cooper
- 1984: Remington Steele jako Kelly Stiles
- 1985: Nowa seria Alfred Hitchcock przedstawia jako Joseph Pugh
- 1985: Robert Kennedy i jego czasy jako Clyde Tolson
- 1986: Niesamowite historie jako twardziel
- 1986: Północ-Południe jako Pan Morgan
- 1986: Policjanci z Miami jako porucznik Ray Gilmore
- 1987: Matlock jako Tommy O’Keefe
- 1993: Nietykalni jako George „Bugs” Moran